# Jean Anciant
Jean Anciant, né le 29 mars 1934 à Reims et mort le 31 mars 2017 à Creil, est un professeur agrégé de techniques économiques de gestion et homme politique français.

## Biographie
Membre du Parti socialiste, il est conseiller municipal de Creil de 1965 à 2001. Premier adjoint en 1977, il devient maire de la ville de Creil en 1979 et est réélu en 1983, 1989 et 1995. Il préside, dès 1979, le district urbain de l'agglomération creilloise, ancêtre de la Communauté de l'agglomération creilloise.
Élu député de la 4e circonscription de l'Oise en 1981, il est réélu en 1986 et 1988. Il est, à l'Assemblée nationale, porte-parole du groupe socialiste et vice-président de la commission des finances.
À partir de 2004, il est président du comité de jumelage de Creil. Il meurt le 31 mars 2017.

## Condamnation
En octobre 1995, il est mis en examen pour « détournements de fonds publics » de l’Office intercommunal HLM du bassin creillois "Oise habitat" dont il préside le conseil d’administration. Il est condamné le 17 février 2000 à huit mois de prison avec sursis. Après avoir été relaxé de tous les chefs de mises en examen qui ont été requalifiés en détournement de fonds publics, il a été condamné le 13 avril 2001 à une amende de 30 000 francs.

## Distinction
Le 12 avril 2009, il est nommé chevalier de la Légion d'honneur. Sa médaille lui a été remise par Éric Woerth.